# Cassola
Cassola ([kasˈsɔːla] in italiano; Casoła [kaˈsola] o [kaˈsoɰa], in veneto) è un comune italiano di 15 347 abitanti della provincia di Vicenza in Veneto.
Cassola è il centro dove è ubicato il municipio. Il centro più popoloso del comune è però San Giuseppe, noto anche come Termine di Cassola. Nella piazza centrale di San Giuseppe di Cassola si trova un edificio comunale in cui sono ubicati la biblioteca comunale e una sede municipale staccata.

## Origini del nome
La prima attestazione del toponimo risale al 1085 come Casasola, mentre la forma odierna compare nel 1297. 
Esistono sostanzialmente due ipotesi etimologiche: la prima, formulata da Carlo Agnoletti e sposata da Carla Marcato, lo fa derivare da casa sola, più tardi contratto in ca' sola; la seconda, condivisa da Olivieri, Pellegrini e Prosdocimi, lo crede un prediale legato a un Cassius.

## Storia

### Medioevo
Fino al 924 la storia di Cassola è stata strettamente legata alla città di Bassano del Grappa. Nel 924 Berengario I assegnò la giurisdizione della campagna cassolese a Sibicone, vescovo della diocesi di Padova. Nel 1085, nel documento di donazione di Ermizia da Camposampiero al monastero di Villanova, si ha la prima descrizione dell'insediamento fortificato nei pressi della zona boschiva ad est di Bassano:
Nel 1175, così come la città e tutto il territorio di influenza di Bassano, Cassola (attraverso il suo rappresentante Odelricus de Caxola) passò sotto il dominio vicentino. Dal 1196 Cassola finì sotto l'influenza della famiglia degli Ezzelini; influenza che cessò nel 1259 con la sconfitta di Ezzelino III da Romano a Cassano d'Adda. Dopo l'avvicendarsi del potere fra Vicenza e Padova, il 7 gennaio 1312 Bassano ottenne, dal podestà di Padova, il riconoscimento del controllo sull'area di influenza della città, in cui ricadeva anche il piccolo abitato di Cassola.

### La Repubblica di Venezia
Nel 1404 dopo la caduta dei Visconti, che avevano acquisito il controllo su Bassano, Cassola passò sotto il dominio della Serenissima. Esclusi i sacchi e le devastazioni operate dalle truppe imperiali di Pippo Spano e durante il periodo della Lega di Cambrai, Cassola fiorì nei 393 anni di dominazione veneziana accrescendo il numero di abitanti e le aree destinate alla coltivazione. Con la battaglia di Bassano e il successivo trattato di Campoformio del 1797, tutto il territorio passò sotto la dominazione asburgica.

### Il dominio asburgico e il Regno d'Italia
Per la sua contiguità con il territorio comunale di Bassano, la storia di Cassola durante la dominazione veneziana, il Regno Lombardo-Veneto dal 1815 al 1866, la Terza guerra d'indipendenza del 1866 e la dominazione del Regno d'Italia dal 1866 è assimilabile e sovrapponibile a quella di Bassano.

### La Grande Guerra e il primo dopoguerra
Cassola crebbe ulteriormente nei primi anni del '900 con la richiesto dello stemma comunale al re Vittorio Emanuele III (1910), la costruzione della stazione ferroviaria (1910) sulla linea Trento-Venezia e la costruzione dell'edificio sede della "Scuola rurale maschile e femminile di grado inferiore" (1912). Con lo scoppio della prima guerra mondiale (1915) e la "rotta" di Caporetto (1917), la linea del fronte si assestò sul Piave e sul monte Grappa rendendo Cassola un comune di prima linea così come ricorda il parroco di Cassola:
[…]
La sala cattolica fu, per quasi tutto l’anno sino al 23 dicembre 1918, adibita ad uso Ospedaletto da Campo n. 308.»
Il 18 aprile 1920 cominciò la costruzione del monumento ai caduti di guerra che venne inaugurato il 9 maggio dello stesso anno in presenza dell'onorevole Francesco Curti.
Il 13 ottobre 1927, per concessione del re Vittorio Emanuele III, Cassola ottenne il proprio stemma comunale.

### La seconda guerra mondiale e il secondo dopoguerra
Come per la vicina Bassano del Grappa, anche a Cassola tra il 1922 ed il 1943 si affermò il fascismo. Con lo scoppio della seconda guerra mondiale, e la caduta del regime fascista, subì l'invasione tedesca e fece parte della Repubblica Sociale Italiana. Anche parte dei cittadini di Cassola parteciparono alla resistenza e alcuni di loro furono vittime del cosiddetto «rastrellamento del Grappa» del settembre 1944. Il 28 aprile 1945 Cassola fu liberata, come la vicina città di Bassano del Grappa.
Nel 1950 cominciò la costruzione della chiesa dell'abitato di Termine di Cassola; la successiva consacrazione a san Giuseppe della chiesa contribuì all'attribuzione del nome "San Giuseppe di Cassola" a questa frazione.

### Simboli
Lo stemma è stato concesso con regio decreto del 13 ottobre 1927.
Il gonfalone, concesso con D.P.R. del 25 febbraio 1970, è un drappo troncato di giallo e di rosso.

## Società

### Evoluzione demografica
Abitanti censiti

## Infrastrutture e trasporti

### Autostrade
Cassola è possibile raggiungerla attraverso la Pedemontana Veneta uscendo al casello di Loria-Mussolente o di Bassano Est.

### Strade
Il comune di Cassola è attraversato dalla SS47 della Valsugana a ovest di San Zeno al confine con il Comune di Bassano del Grappa che collega Trento e il Canale di Brenta con Cittadella ed infine Padova. Il comune è anche attraversato dalla tangenziale di Bassano del Grappa con le uscite di San Giuseppe-Romano sud e Cassola. A nord transita la SP248 Schiavonesca-Marosticana che lambisce la parte settentrionale della frazione di San Giuseppe al confine con Bassano del Grappa collegando Montebelluna ed il Montello con Marostica e Vicenza.
Cassola è servita, inoltre, dalla SP57 Ezzelina che collega Romano d'Ezzelino con Rossano Veneto innestandosi con la SR245 Castellana, dalla SP90 che attraversa Cassola e dalla SP75 con cui si possono raggiungere Mussolente e Borso del Grappa.

### Ferrovie
Sulla linea ferroviaria Trento-Venezia è posta la stazione di Cassola.

## Amministrazione

### Sindaci dal 1946
|                                                      | ...                       | ...                  | ...            | ...  |
|                                                      | Severino Bragagnolo       | ...                  | anni '60       | ...  |
|                                                      | ...                       | ...                  | ...            | ...  |
|                                                      | Antonio Domenico Pasinato | Democrazia Cristiana | 1980-1990      | 1980 |
| 1985                                                 | Antonio Domenico Pasinato | Democrazia Cristiana | 1980-1990      |      |
|                                                      | Giampietro Nichele        | Democrazia Cristiana | 1990-1991      | 1990 |
|                                                      | Francesco Berti           | Democrazia Cristiana | 1991-1995      | 1990 |
|                                                      | Giovanni Gobbato          | Democrazia Cristiana | 1995           | 1990 |
| Sindaci eletti direttamente dai cittadini (dal 1995) |                           |                      |                |      |
|                                                      | Giovanni Gobbato          | Centro-destra        | 1995-1999      | 1995 |
|                                                      | Antonio Domenico Pasinato | Centro-destra        | 1999-2009      | 1999 |
| 2004                                                 | Antonio Domenico Pasinato | Centro-destra        | 1999-2009      |      |
|                                                      | Silvia Pasinato           | Centro-destra        | 2009-2014      | 2009 |
|                                                      | Aldo Maroso               | Grande coalizione    | 2014-2024      | 2014 |
| 2019                                                 | Aldo Maroso               | Grande coalizione    | 2014-2024      |      |
|                                                      | Giannantonio Stangherlin  | Grande coalizione    | 2024-in carica | 2024 |

1. 1 2   Bilancio demografico mensile anno 2025 (dati provvisori), su demo.istat.it, ISTAT.
2. ↑   Classificazione sismica (XLS), su rischi.protezionecivile.gov.it.
3. ↑   Tabella dei gradi/giorno dei Comuni italiani raggruppati per Regione e Provincia (PDF), in Legge 26 agosto 1993, n. 412, allegato A, Agenzia nazionale per le nuove tecnologie, l'energia e lo sviluppo economico sostenibile, 1º marzo 2011,  p. 151. URL consultato il 25 aprile 2012 (archiviato dall'url originale il 1º gennaio 2017).
4. 1 2   Carla Marcato, Cassola, in Dizionario di toponomastica. Storia e significato dei nomi geografici italiani, Milano, Garzanti, 1996,  p. 160, ISBN 88-11-30500-4.
5. 1 2   Guido Beltrame, Toponomastica della Diocesi di Padova, Padova, Libraria Padovana, 1992,  pp. 50-51.
6. ↑  La massarìa è il fondo di proprietà di un massaro, 30 campi per massarìa.
7. 1 2   Cassola, su Archivio Centrale dello Stato. URL consultato il 6 gennaio 2023 (archiviato il 7 gennaio 2023).
8. ↑  Dati tratti da:
  -  Popolazione residente dei comuni. Censimenti dal 1861 al 1991 (PDF), su ebiblio.istat.it, ISTAT.
  -  Popolazione residente per territorio – serie storica, su esploradati.censimentopopolazione.istat.it.
Nota bene: il dato del 2021 si riferisce al dato del censimento permanente al 31 dicembre di quell'anno.
9. ↑  PD, LN.
10. ↑  PD, LN, civiche.